# Fabio Filzi
Fabio Filzi (Pazin, 20. listopada 1884. – Trento, 12. srpnja 1916.), talijanski iredentist iz Hrvatske, talijanski nacionalni junak

## Životopis
Rođen u Pazinu od oca Giovannija Battiste Filzija, rodom iz Borgo Sacca kod Rovereta i majke Amelije Ivancich. Vrlo mlad ušao u iredentu. Odslužio vojnu službu u austro-ugarskoj vojsci u kojoj je stekao čin potporučnika. Studirao pravo u Beču i Grazu. Sudionik iredentističkih manifestacija zbog čega mu je suđeno za veleizdaju, te je izgubio čin. Početkom Prvoga svjetskog rata unovačen je u austro-ugarsku vojsku iz koje je dezertirao te prebjegao u Italiju. U Italiji se dragovoljno prijavio u talijansku vojsku i ratovao protiv Austro-Ugarske. Zarobljen u bitci na Monte Cornu. Dezertera i iredentista Filzija su prepoznali i opet mu sudili zbog veleizdaje. Drugo suđenje nije prošao glatko. Osuđen je na smrt vješanjem. Kraljevina Italija odlikovala ga je Zlatnom medaljom za vojne zasluge.